# ゾンカ語
ゾンカ語（ゾンカご、ゾンカ語: རྫོང་ཁ、英: Dzongkha）は、ブータンの国語である。シナ・チベット語族のチベット・ビルマ語派 チベット・ヒマラヤ語群に属する言語で、チベット語の南部方言に分類される。話者数は約40万人（1991年）。ゾンカの「カ」が「言語」を表すことから、本来は、ゾン語という意味であり、「ゾンカ語」ではなく「ゾンカ」が用いられる場合も多い。当記事では、特筆すべきことがない限りはゾンカ語と表記する。

## 総論
ゾンカ語はブータン20県（ゾンカク）のうち首都ティンプーを含む西部8県（ティンプー、プナカ、ガサ、ワンデュ・ポダン、パロ、ハ、チュカ、ダガナ）に居住するガロン族の言語を元にしており、それ以外の地域ではリンガ・フランカとして使われる。
エスノローグによると、中央チベット語とは同系ではあるが、ヒンディー語とネパール語の関係と同様に、相互理解可能ではない。シッキムで話されているシッキム語とは部分的に理解可能である。ブータン東南部のツァンラカとは48%、中央のブムタンカとは47%～52%、東部のアダップとは77%の語彙の類似が認められる。
言語の歴史は12世紀に遡り、宮廷、軍幹部、高学歴エリート層、政府、行政機関の言語として発達してきた。「ゾンカ」とはゾン（僧院・行政・軍事の機能を併せ持つ城砦）の言葉という意味である。現在、国語として規定されており、国民議会使用言語、行政機関共通語、学校共通語、新聞使用語、放送用語の一つであるが、ゾンカ語地域以外での通用度は高くなく、むしろ英語やネパール語の通用範囲の方が広い。そのため、政府はブータンの共通語としてゾンカ語を強化・普及していく方針を打ち出している。

## 文字
ゾンカ語に用いられるチベット文字は、インド系の表音文字であるが、古い時代のチベット語の音韻を反映しているため、ゾンカ語の発音とは違いが大きい。ゾンカ語の綴字法は確立されておらず、ゾンカ普及委員会（Dzongkha Development Commission: DDC）にて様々な試案が出されている。チベット文字はUnicodeにも収録されており、Windows XPやMac OS X上で使用可能である。
ラテン文字に転写するにはいくつかの方法があり、チベット語に準じた表記を採用するか、ゾンカ語の発音に準じた表記を採用するかはまだ統一されていない。ゾンカ語のアイデンティティを尊重して後者を採用する場合が多い。1991年にジョージ・ヴァン・ドリームによって考案されたラテン文字表記はゾンカ語の音韻を正確に反映しているが、かならずしも広く使われてはいない。のちに地名用により簡略化された表記体系が作られ、1997年に地名表記の標準とされた。

## 発音
母音は a, e, i, o, u, ä, ö, ü の8種で、ä, ö, ü はつねに長く、他の5母音には長短の区別がある。頭子音35種。末子音は -p, -k, -m, -n, -ng, -r, -l, -sh の8種だが（-sh は助詞 shig の縮約形として出現する）、-r, -l は日常語からは消えている。特徴として
1. -ng の消失・直前の母音の鼻母音化
2. -p, -k, -r, -l の消失と直前の母音の長母音化

などは標準チベット語よりも顕著に見られるが、話者による差異も大きい。
声調は高・低二種があるが、ほかに上昇・下降調の区別のある方言もある。

## 文法
SOV で、後置詞言語である点、敬語が発達している点は日本語とよく似ている。しかし、ゾンカ語は能格言語であり、また形容詞や指示詞は日本語とちがって被修飾語に後置される。
```
日本語:あなたの名前は何ですか？
ゾンカ語:チェ(あなた) ギ(の) ミン(名前) ガチ(何) モ(か)？
日本語:わたしの名前は佐藤です。
ゾンカ語:ニィ(私) ギ(の) ミン(名前) サトウ(佐藤) イン(だ)。
```

一人称代名詞（私）は nga だが、「私の」は ngi になる。上の例のように、さらにその後ろに属格の助詞 g°i がつくこともある。

## 語彙
ゾンカ語には二形態素が縮約される現象が見られる。これはチベット語南部方言に広く見られ、これを方言の特徴の類型の一つに認める学者もいる。ゾンカ語ではこの縮約形式が非縮約形式と並存している。
| 意味 | 標準チベット語 転写表記 | ゾンカ語 転写表記 | ゾンカ語発音  |
| ---- | ----------------------- | ----------------- | ------------- |
| 星   | skar-ma                 | skarm             | kâm /kaːm/    |
| 少女 | bu-mo                   | bumo              | b°um /b̥um/    |
| 雪   | kha-ba                  | khaw              | khau /kʰau/   |
| 雨   | char-pa                 | charp             | châp /tɕʰaːp/ |
| 赤い | dmar-po                 | dmarpo            | 'mâp /maːp/   |
| 鼻   | lha-pa                  | lha-pa            | lhapa /l̥apa/  |
| 霜   | ba-mo                   | ba-mo             | b°amo /b̥amo/  |

## 声調
高低の高さアクセントが2種類ある。清音が高アクセント、濁音・鼻音が低アクセントで、標準チベット語ラサ方言とほぼ同じと考えてよい。

## テキスト
- Driem, George van, "Language of the Greater Himalayan Region vol.1 Dzongkha," Leiden University（CD付）
- 今枝由郎(2006)『ゾンカ語口語教本』大学書林(ISBN 9784475018777)（CD 別売り）

## 注・出典
1. ↑  Dzongkha (Ethnologue)
2. ↑  Dr. George van Driem (1991). Guide to Official Dzongkha Romanization. Sherub Lham Press
3. ↑  Dzongkha Development Commision (1997) (pdf). Samples for Geographical Names of Bhutan in Dzongkha and roman dzongkha with brief Guidelines